# Epson PX 8
Epson PX 8 (PX 8 / HC-88 / Geneva) је био преносиви рачунар фирме Epson који је почео да се производи у Јапану од 1984. године.
Користио је Zilog Z80 (+ Hitachi 6301 за улаз-излаз) као микропроцесор. RAM меморија рачунара је имала капацитет од 64 KB (до 184 KB). 
Као оперативни систем кориштен је CP/M 80.

## Детаљни подаци
Детаљнији подаци о рачунару PX 8 су дати у табели испод.
|                       |                                                                     |
| [ 1 ]                 |                                                                     |
| Произвођач            |                                                                     |
| Тип                   | преносиви рачунар                                                   |
| Меморија              | 64 (до 184 )                                                        |
| Поријекло             | Јапан                                                               |
| Година                | 1984                                                                |
| Тастатура             | Пуни помак, 72 тастера, са функцијским тастерима и тастерима смјера |
| Процесор              | (+ 6301 за улаз-излаз)                                              |
| Фреквенција процесора | 2,45 (Z80) / 614 (6301)                                             |
| RAM                   | 64 (до 184 )                                                        |
| ROM                   | 32                                                                  |
| Текст                 | 8 линија од 80 знакова свака                                        |
| Графика               | 480 x 64 тачака                                                     |
| Боја                  | LCD монохроматски показивач                                         |
| Звук                  | мали звучник са регулацијом јачине звука                            |
| Димензије             | 29,7 (ширина) x 21,6 (дубина) x 4,6 (висина) (A4) / 1,8             |
| Портови               |                                                                     |
| Оперативни систем     |                                                                     |